# Sobralia persimilis
Sobralia persimilis är en orkidéart som beskrevs av Leslie Andrew Garay. Sobralia persimilis ingår i släktet Sobralia och familjen orkidéer.
Artens utbredningsområde är Ecuador. Inga underarter finns listade i Catalogue of Life.